# Nigel de Jong
Nigel de Jong (Amsterdam, 30 de novembre de 1984) és un exfutbolista neerlandès que jugava de migcampista defensiu. Va ser internacional per la selecció neerlandesa des del 2004, i va ser convocat per a l'Eurocopa 2008.
El 13 de maig de 2014 va ser inclòs per l'entrenador de la selecció dels Països Baixos, Louis Van Gaal, a la llista preliminar de 30 jugadors per representar aquest país a la Copa del Món de Futbol de 2014 al Brasil. Finalment va ser confirmat en la nòmina definitiva de 23 jugadors el 31 de maig.